# Font del Ferro de Martorelles
La font del Ferro és una font natural situada a la vall del torrent de la font Sunyera del Parc de la Serralada Litoral, al municipi de Santa Maria de Martorelles. És una font ferruginosa, que brolla de sota de dos torrents: el del Sot dels Verreus i el del Sot dels Cirerers, que en aquest punt s'ajunten i formen el torrent de la font Sunyera.

## Descripció
Es localitza a escassos metres per sota del camí que porta a la Bassasa, en una petita esplanada entre avellaners, falgueres i alguna alzina, com la que creix del mateix mur de la font. La font és en un mur longitudinal on la part central està endarrerida respecte a la façana mitjançant una volta d'obra vista i presenta un sòlid arc de mig punt de maons a plec de llibre que cobreix la fornícula, en la qual hi ha una petita pica i el senzill broc. La sortida de l'aigua consta d'un tub metàl·lic petit, un altre de més gran al costat i un bassiol de terrissa a terra, i el mur on hi ha el brollador és arrebossat i pintat de color ocre rogenc. Aquesta font és molt similar a la font del Beu-i-Tapa, de tal manera que és plausible que ambdues estructures siguin de la mateixa època o fins i tot que hagin estat bastides pel mateix paleta.
Com que es tracta d'una font natural, en èpoques de sequera aquesta font només goteja o se seca, però en raja força aigua en temporades plujoses.

## Curiositats
Davant de la font hi ha un exemplar petit de micaquer (nesprer del Japó), molt corrent als patis i jardins dels pobles dels dos vessants del Parc però inusual enmig del bosc. És al darrer revolt abans de la font, a la part alta del camí. Les seues fulles (fins a 35 cm de llargada i d'un verd lluent) el distingeixen clarament de la resta d'arbres i arbustos.

## Accés
És ubicada a Santa Maria de Martorelles: sortint de la Bassasa, 90 metres més endavant el camí travessa un marcat torrent i fa un revolt. En aquest punt, a la dreta i en baixada, surt un corriolet molt embardissat i sense indicadors que duu a la font, pocs metres més avall.